# Elisabeth Gehrer
Elisabeth Gehrer (11 de maio de 1942, Viena) é uma política do Partido Popular Austríaco.
Ela foi ministra federal da educação, ciência e cultura de 1995 até 2007.